# Russisch-orthodoxe missie in China
De  Russisch-orthodoxe missie in China  was een aantal uitgezonden missies van de Russisch-orthodoxe Kerk naar China. De eerste missie was vanaf 1716 in Peking aanwezig. Er zijn in totaal twintig missies vanuit Rusland gezonden, eerst voor een periode van steeds tien jaar en vanaf 1850 vijf jaar. Door omstandigheden hebben sommige missies ook korter of – aanzienlijk – langer geduurd. De missie werd door de Volksrepubliek China in 1949 beëindigd, maar de toen aanwezige twintigste missie was daar tot 1956 aanwezig. In de geschiedenis van het christendom in China is de Russische missie het langst van alle onafgebroken in China aanwezig geweest.

## Achtergrond

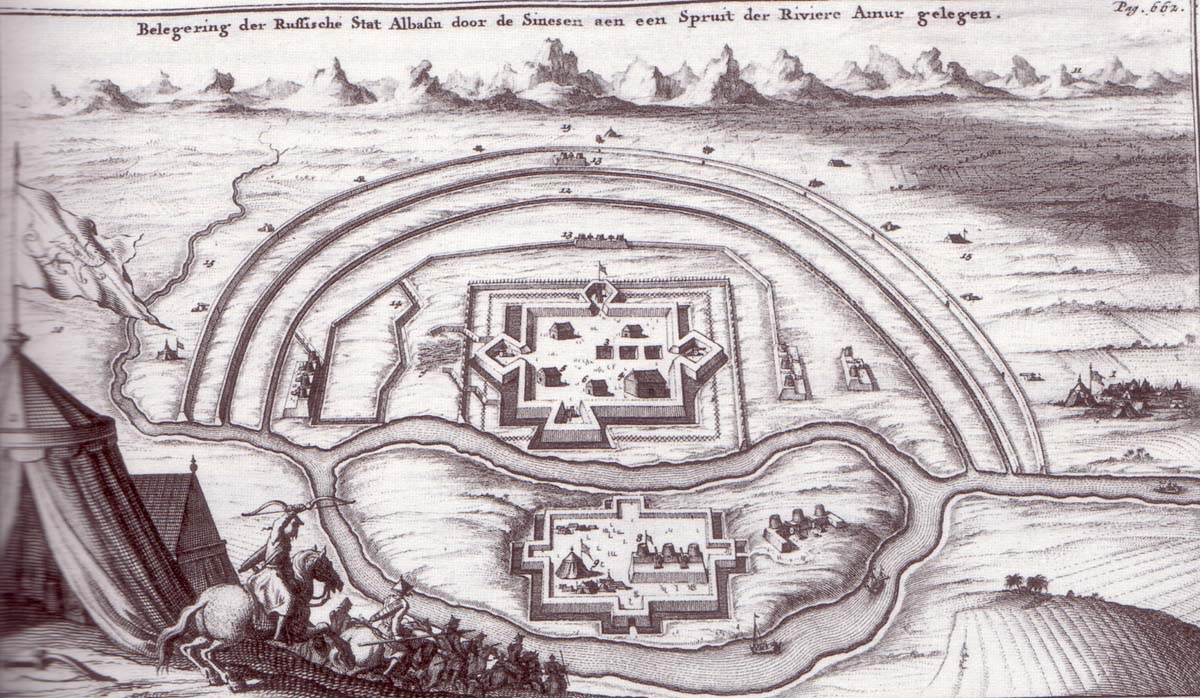
Belegering door Chinese troepen van het Russische fort Albazin, Nederlandse gravure uit de XVII eeuw

Vanaf ongeveer 1680 waren in Peking groepen Russen aanwezig. Een deel daarvan was gevangen genomen als gevolg van krijgshandelingen tussen Russen en Mantsjoes bij het fort Albazin aan de rivier Amoer. Anderen waren deserteurs die het leven in de forten in Siberië beu waren dan wel outlaws en avonturiers. De Chinezen en Mantsjoes benoemden deze Russen als Albaziners. Sinds 1685 was in een voormalig boeddhistisch gebedshuis in het uiterste noorden van Peking een Russisch-orthodoxe kerk gevestigd, de Nicolaaskerk. Een gevangengenomen priester, Maksim Leontev, hield daar kerkdiensten en trachtte iets van pastorale zorg voor zijn landgenoten in Peking te organiseren.

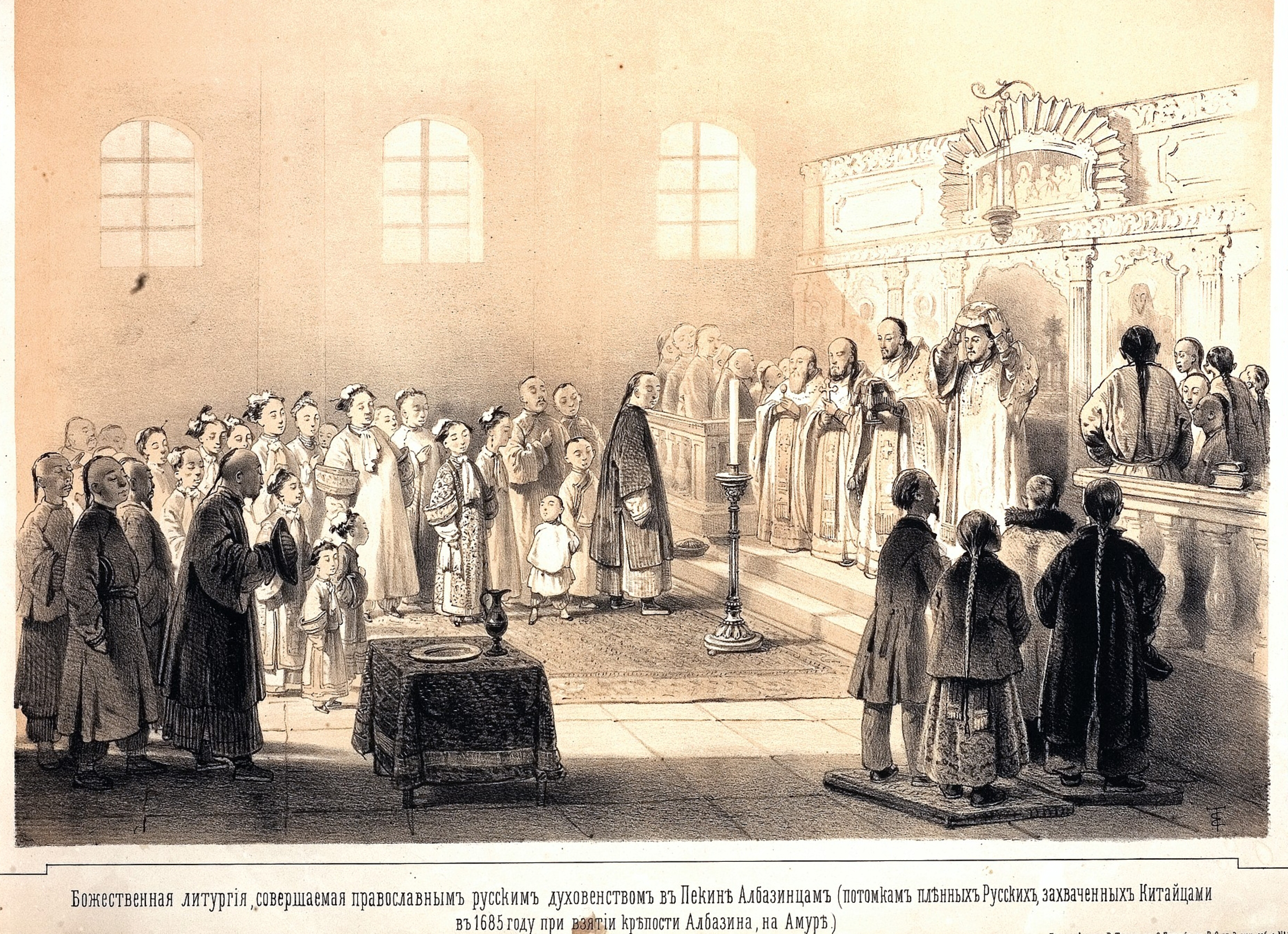
Een kerkdienst voor Albaziners

Omstreeks 1710 overleed Maksim Leontev, hoewel hij al jaren daarvoor fysiek niet meer in staat was kerkdiensten te organiseren. Als gevolg van het verdrag van Nertsjinsk van 1689 was er vanaf dat jaar sprake van een regelmatige aankomst van Russische karavanen in de hoofdstad. Door priesters die de karavanen begeleidden, werd weleens een dienst in de kerk gehouden. Dat waren echter priesters die met de karavanen ook weer terugreisden naar Rusland. Het is echter duidelijk dat de kerk omstreeks 1710 al in vervallen staat verkeerde en nog maar een beperkt bezoek van gelovigen had.
Een aantal van hen benaderde in 1712 een leider van een karavaan, Choedjakov, met het verzoek de Russische regering te benaderen met de vraag een nieuwe priester te zenden. Choedjakov adviseerde hen dit eerst te overleggen met de Chinese autoriteiten, aangezien de Albaziners Chinese onderdanen waren. Die bleken geen bezwaren te hebben en Choedjakov kon vertrekken met een brief aan prins Matvej Petrovitsj Gagarin, de gouverneur van Siberië, dat niet een maar meerdere priesters in Peking welkom waren.
De snelle toestemming had alles te maken met de wens van Kangxi een delegatie van Mantsjoes naar de Torgut te zenden, een Mongoolse stam die in 1630 naar het gebied van de Wolgadelta was gemigreerd. Een zeer aanzienlijk deel van de reis moest dus over Russisch grondgebied plaatsvinden. Teneinde daar snel toestemming voor te krijgen werd een snelle toestemming voor het verzoek van nieuwe priesters politiek opportuun geacht. Eind 1712 vertrok de diplomaat Tulishen naar Moskou met een brief aan prins Gagarin waarin die toestemming nog eens formeel werd bevestigd. Dit was het meer informele begin van de Russisch-orthodoxe missie in Peking. In het verdrag van Kjachta van 1727 werd die missie formeel verankerd.

## Structuur van de missie
Het hoofd van een missie was altijd een archimandriet. De rest van een missie bestond meestal uit drie priestermonniken en vier tot zes Russische studenten Chinees, Mantsjoe en Mongools. De kosten voor het dagelijks levensonderhoud werd tot het verdrag van Tienstsin in 1858 door het hof in Peking bekostigd. Iedere drie jaar kregen de leden ook een toelage van het hof om nieuwe kleren aan te schaffen. Tot 1737 kregen de missionarissen een rang binnen de hiërarchie van het ambtelijk apparaat in Peking. De missie diende maandelijks aan de Chinese keizer te rapporteren.
De leden van de missie ontvingen daarnaast van de Russische regering een salaris, dat echter vaak niet arriveerde. Een of meerdere bisdommen in Siberië waren verantwoordelijk voor het leveren van attributen voor de liturgie.

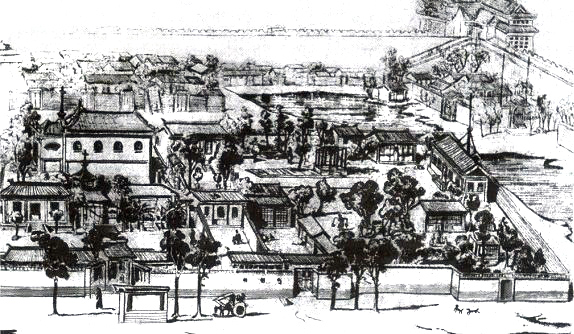
Het complex van de Russisch-orthodoxe missie omstreeks 1850

De missie werd ondergebracht in een groot gebouwencomplex in het zuiden van Peking, een karavanserai dat uit de vijftiende eeuw dateerde. Vanaf eind zeventiende eeuw werden daar de Russische karavanen die in Peking arriveerden ondergebracht. Vanaf die tijd kreeg het complex de naam Russische herberg. In het complex waren de ruimten voor de archimandriet en alle andere leden van de missie, een aantal tuinen, leslokalen en studieruimten voor de studenten, ontvangstruimten en er werd een tweede nieuwe orthodoxe kerk in Peking gebouwd. Tot 1760 werden in het complex ook nog de Russische karavanen ondergebracht. Na 1760 zouden er geen Russische karavanen meer in Peking arriveren.
Tot 1861 was er een Chinese inspecteur om de gang van zaken in het complex in de gaten te houden. Iedere communicatie tussen de Chinese autoriteiten en de Russen in de missie diende via deze inspecteur te verlopen. Er waren permanent een aantal Chinese bedienden alsmede portiers aanwezig om ongewenste gasten te kunnen weren.
De school in de Russische herberg had een tegenhanger in Peking. Dat was een school binnen de structuur van het vendelsysteem, waar jonge Mantsjoes Russisch en Japans trachtten te leren.
De missie bleef tot 1861 gehuisvest in dit complex. Bij het verdrag van Tianjin van 1858 werden in China voor het eerst permanent aanwezige diplomatieke vestigingen van andere landen toegestaan. De Russische ambassade betrok het complex van de missie. Ook de ambassade van de latere Sovjet-Unie was daar gehuisvest alsmede de Russische ambassade in de eenentwintigste eeuw. De missie verhuisde in 1861 naar het zogenaamde  Noordelijke erf , het complex waar in 1685 de Nicolaaskerk was gesticht.

## Russische en Chinese motivaties voor de stichting van de missie
De Russische kerk en staat voelden zich verantwoordelijk voor de zorg aan gelovigen buiten Rusland. Er was bijvoorbeeld ook een missie in Potsdam voor de zorg aan Russische soldaten in Pruisische dienst. De zorg voor de Albaziners paste in dat beleid. Er waren ook achterliggende meer strategische motieven. Er was in China al een Portugese, Franse, Spaanse en Italiaanse aanwezigheid in de vorm van diverse Rooms-katholieke missies. Een op het westen georiënteerde tsaar als Peter de Grote wenste ook een Russische aanwezigheid. Peter de Grote had ook vaag geformuleerde ideeën als het  openen van China voor Europa. Hij zag de missie als een voorportaal voor het later kunnen realiseren van diplomatieke betrekkingen, die op een Europese wijze geregeld zou worden.
Voor de Mantsjoes golden heel andere overwegingen. De Chinees-Russische betrekkingen van die periode waren onderdeel van het beleid, gericht op geheel Centraal-Azië. Het belangrijkste doel was het stoppen van de Russische expansie naar het oosten en vooral het voorkomen dat de Mongoolse ruimte (de gebieden van het huidige Mongolië en het toenmalige Dzjoengarije) binnen hun invloedssfeer zou komen. Eind zeventiende eeuw handelde het vooral om het voorkomen dat er ooit een alliantie gerealiseerd zou worden tussen Russen en Dzjoengaren.
In dat beleid paste het bieden van handelsmogelijkheden aan het Russische rijk en af en toe een  beloning  als het toestaan van deze missie. Als na het verdrag van Kjachta van 1727 de grenzen tussen beide landen voor een belangrijk deel bepaald zijn, worden er ook opmerkingen aan het keizerlijk hof in Peking gehoord dat de strategische betekenis van het toestaan van de missie al achterhaald is.
Er was op dat moment echter ook nog een Russische compagnie als onderdeel van het vendelsysteem. Dat verplichtte de Chinese keizer tot het honoreren van de aanwezigheid van eigen geestelijken voor dat deel. Vanuit Chinees oogpunt was de Russische missie te vergelijken met de aanwezigheid van eigen geestelijken voor in Peking aanwezige andere groepen als bijvoorbeeld Mongolen, Koreanen en Tibetanen. In de correspondentie werd voor de Russische priesters ook vaak de term Russische lamas gehanteerd.

## Periodisering van de missie
De periode van de missies kan globaal in drie perioden onderscheiden worden.

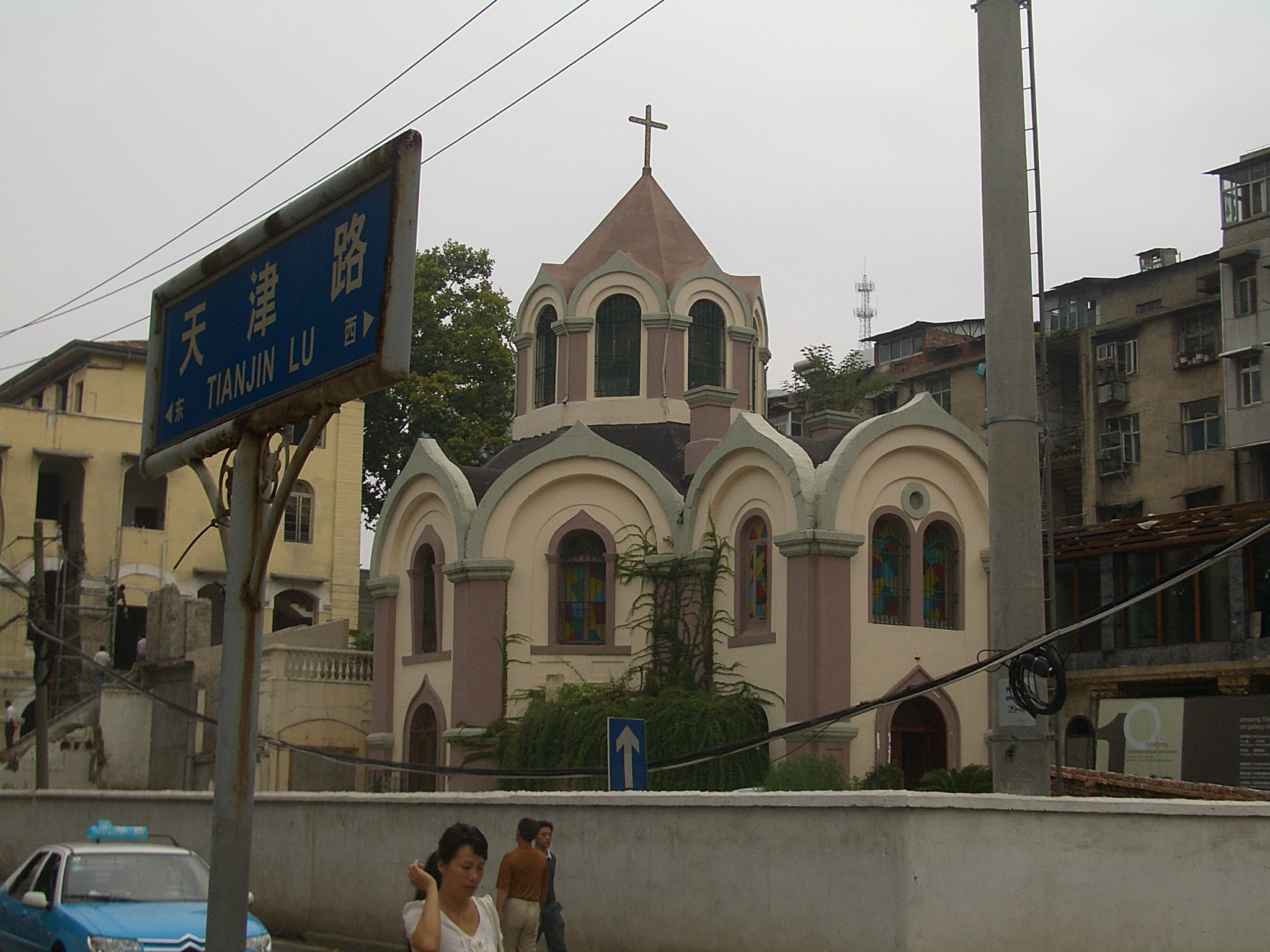
Russisch-orthodoxe kerk in Hankou

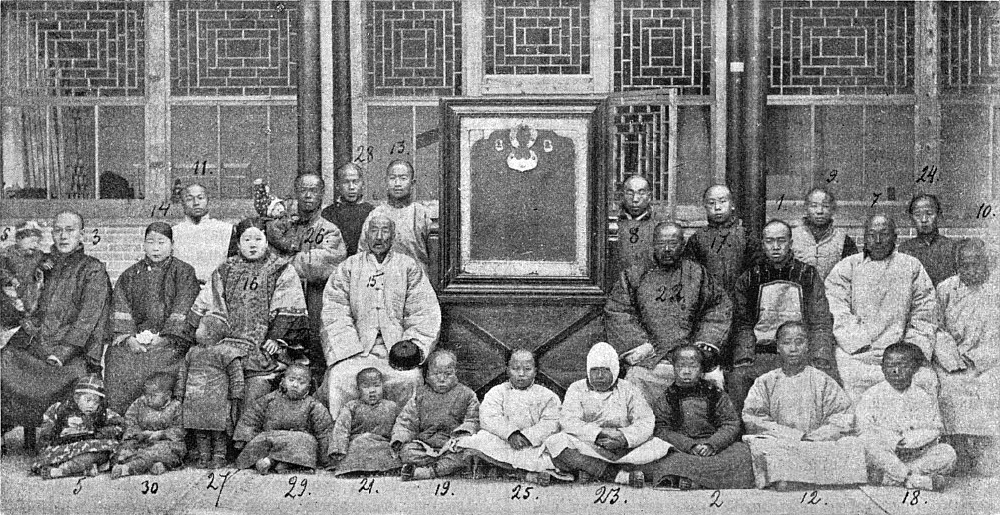
Voor de Bokseropstand gevluchte Albaziners in Tianjin in 1900

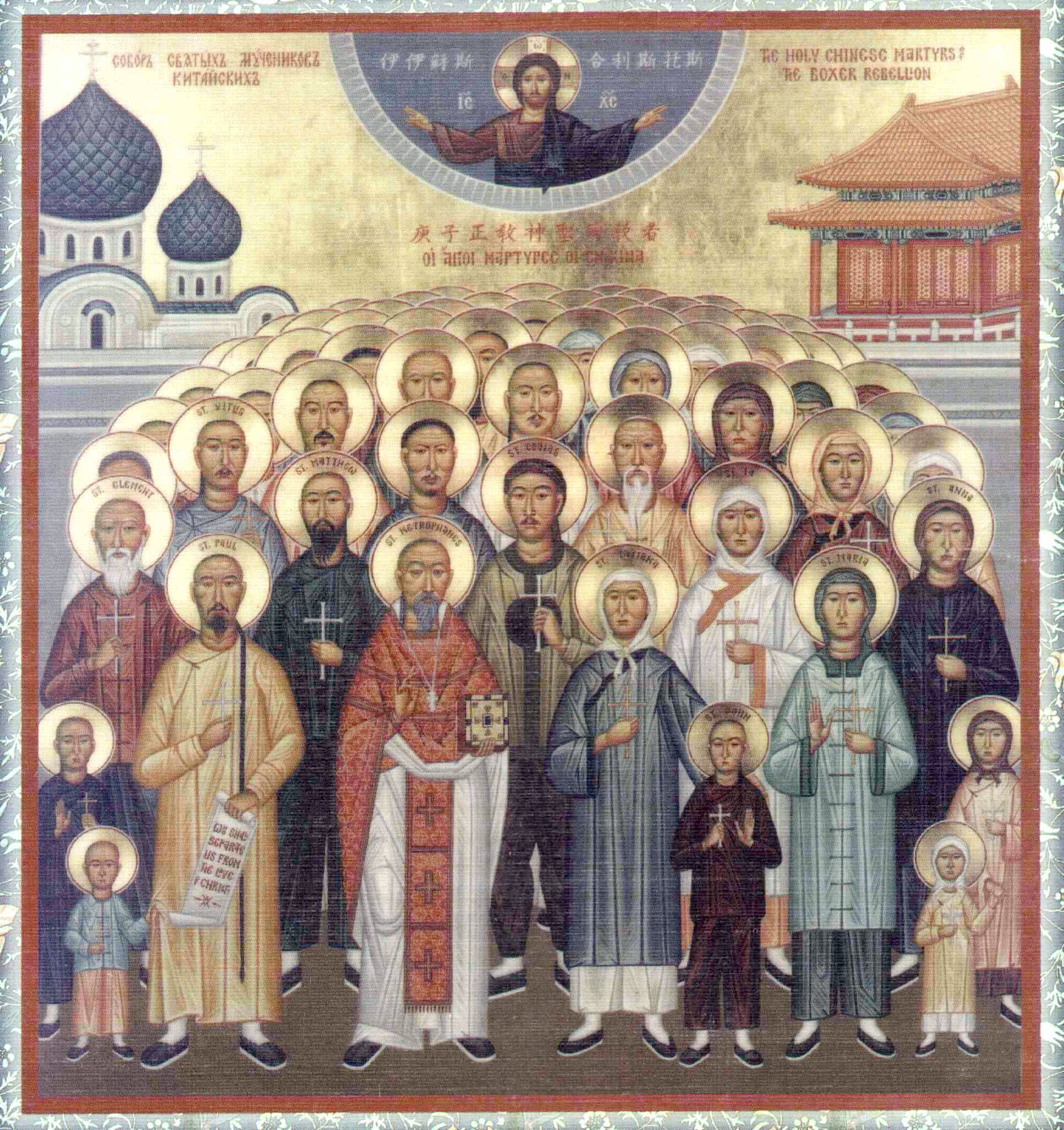
Chinese Russisch-orthodoxe martelaren, vermoord tijdens de Bokseropstand

De eerste periode duurde tot 1860. In die periode was er sprake van enige, zeer beperkte diplomatieke handelingen vanuit de missie. Alle daadwerkelijke activiteiten van de missie beperkten zich tot Peking. In tegenstelling tot bijvoorbeeld de missie van de jezuïeten in China koos de Russisch-orthodoxe missie bewust en in opdracht van achtereenvolgende tsaren voor een rol op de achtergrond. Er werden nauwelijks pogingen gedaan om Chinezen te bekeren. De pastorale zorg voor de Albaziners was de voornaamste taak, naast het studeren van Chinees, Mantsjoe en Mongools. Voor de priesters van de missie betekende dat niet veel meer dan het enkele malen per week een Goddelijke liturgie opdragen in de beide kerken.
De tweede periode is van 1860 tot 1917. Na het verdrag van Tianjin en de Conventie van Peking van 1860 werd het voor buitenlanders mogelijk om – in principe – onbelemmerd missie en zending in geheel China te bedrijven. Het Nieuwe Testament wordt voor het eerst door de missie in het Chinees vertaald. Een beperkt aantal enkele decennia daarvoor vertaalde documenten zoals een catechismus werden van een betere vertaling voorzien. Het aantal diensten en missen in de kerken werd uitgebreid. Buiten de bouw van twee nieuwe kerken in Zhangjiakou en Hankou werden er tot eind negentiende eeuw echter nauwelijks activiteiten buiten Peking ondernomen. Het feit dat priesters van de missie nog steeds geen of onvoldoende Chinees beheersten was de belangrijkste oorzaak. In 1882 werd Fr. Mitrophan Ji als de eerste Chinese orthodoxe priester gewijd.
Rond 1895 waren er minder dan 500 Chinese personen die gedoopt waren. (Ter vergelijking: Recent onderzoek geeft aan, dat er eind negentiende eeuw ruim 700.000 Chinese Rooms-katholieken waren)
Tijdens de Bokseropstand van 1900 werden ruim 200 gelovigen, voor het grootste deel Albaziners, vermoord. De kerken in Peking en Zhangjiakou werden verwoest. Door de schadevergoedingen die de Chinese regering moest betalen na de opstand ontstond financiële ruimte voor herbouw. Nu werden er ook activiteiten in andere delen van China uitgevoerd. In 1916 waren er in totaal negentien orthodoxe kerken, vier kloosters en zeventien scholen. Het aantal Chinese personen die gedoopt waren was gestegen tot ruim vijfduizend.
De derde periode begon na de Oktoberrevolutie van 1917. De Russische staatssteun werd beëindigd. Er arriveerden als gevolg van de revolutie honderdduizenden Russen in China. Met steun van deze Russen werden nieuwe kerken gebouwd in onder meer Shanghai, Harbin en Tianjin. Feitelijk hield hierna de missie op met missie onder Chinezen te bedrijven. Vrijwel alle aandacht ging naar de nu aanwezige Russen.
Na de Tweede Wereldoorlog en met de aankomst van Russische troepen in Mantsjoerije verkreeg het patriarchaat van Moskou de jurisdictie over de Russische bisschoppen in China. In 1949 werd die jurisdictie over de kerken na de stichting van de Volksrepubliek China overgenomen door de Chinees-orthodoxe kerk die in 1956 door het patriarchaat van Moskou autonoom werd verklaard. De laatste nog aanwezige leden van de twintigste missie vertrokken naar de Sovjet-Unie.

## Resultaten van de missie

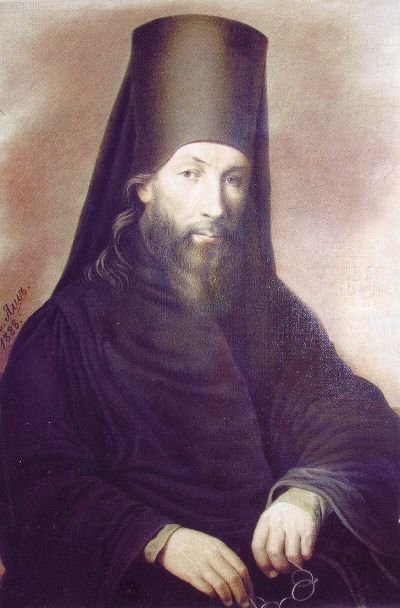
Nikita Bichoerin

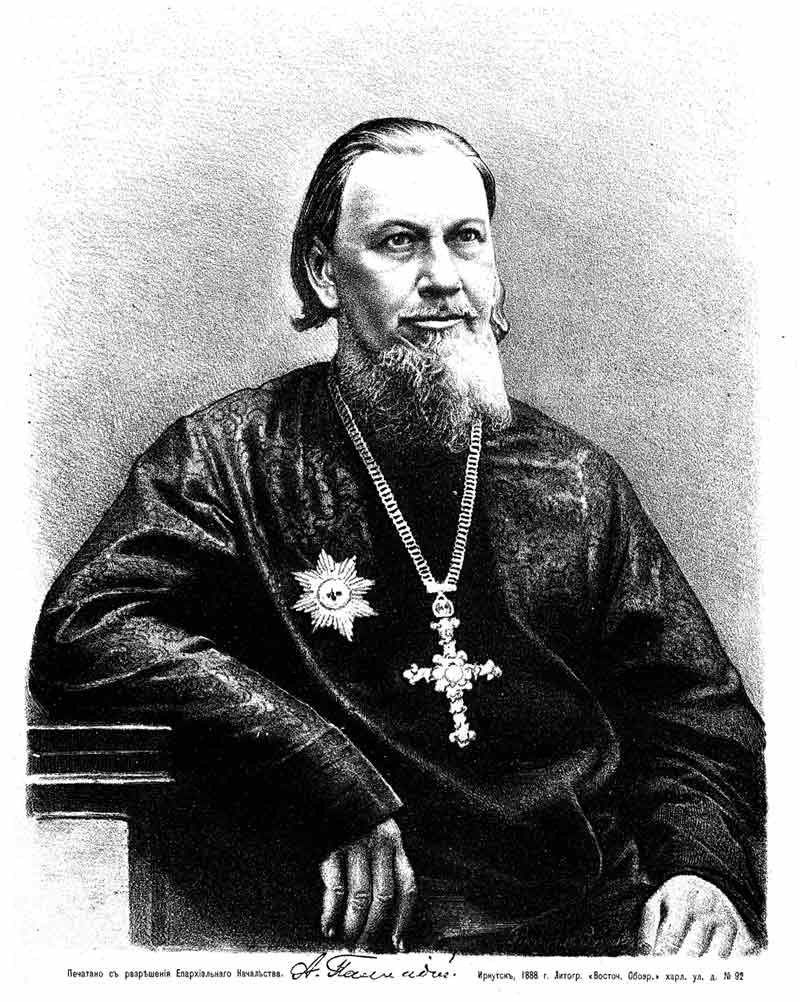
Pjotr Kafarov

De Russisch-orthodoxe missie verkeerde in China in een unieke positie. Tot ver in de negentiende eeuw was voor West-Europeanen het bedrijven van missie in China een keus met meestal de consequentie dat men daar ook de rest van zijn leven zou moeten door brengen. De leden van de Russische missie hadden het vooruitzicht dat zij naar Rusland terug konden keren en in hun vaderland in China vergaarde kennis konden verspreiden. De missie was ook een periode van bijna 250 jaar in China aanwezig.
Die unieke positie heeft echter niet tot de resultaten geleid die mogelijk waren geweest. Het grootste deel van de Albaziners raakte het geloof wel kwijt. Tot 1885 werd de Goddelijke liturgie alleen in het Russisch gehouden, terwijl vrijwel alle Albaziners die taal niet meer beheersten. Tot begin twintigste eeuw waren priesters die Chinees beheersten grote uitzonderingen. Ook de wetenschappelijke resultaten waren tot een eind in de negentiende eeuw pover.
Dat had een aantal oorzaken. In de achttiende eeuw overleed ruim de helft van de geestelijken en ruim een derde van de studenten tijdens hun verblijf in Peking. Tot de negentiende eeuw was er ook zeer weinig animo bij geestelijken en mogelijke studenten uitgezonden te worden naar Peking. Als gevolg daarvan was in die periode een groot deel van zowel de priesters als de studenten slecht gekwalificeerd en niet echt gemotiveerd. Een aantal was ronduit incompetent. Veel missies werden gekenmerkt door onderlinge vetes en fraude in de vorm van verkoop van kerkzilver kwam regelmatig voor. Schrijvend over zowel de leden van de missie als de Albaziners, verwoordde Clifford Faust, een van de westerse historici over deze periode, dat niet alle Russen in Peking losbandig, onbeschoft, pervers of bedrieglijk waren, maar wel verreweg de meesten.
Er waren een beperkt aantal studenten, die na afloop van hun termijn in Peking terugkeerden met een redelijke beheersing van Chinees en/of Mantsjoe. Die werden echter vervolgens in Rusland vaak weer op heel andere posten geplaatst, zodat hun kennis verloren ging. Er werd meerdere keren een taalinstituut voor Mantsjoe, Mongools en Chinees gecreëerd, maar iedere keer liep dit op een mislukking uit. Voor een deel lag het probleem in het onvermogen van het Russische Ministerie van Buitenlandse Zaken en de Russische Academie van Wetenschappen tot enige samenwerking te komen.
In de achttiende eeuw waren er twee uitzonderingen, Hilarion Kalinovitsj Rossikhin en Aleksei Leontev. Beiden hebben na hun terugkeer veel Russische vertalingen geproduceerd. Het grote probleem was dat de westers georiënteerde elite in Sint-Petersburg meer belangstelling had voor vertalingen in het Frans van Chinees of Mantsjoe. Er werd van hun werk dan ook vrijwel niets gepubliceerd. Hun enige publicatie dateert van 1784 en was een vertaling van de  Annalen van de Acht Vendels een op zich belangrijk werk over de vroege geschiedenis van de Mantsjoes.
Aan het begin van de negentiende eeuw werden de omstandigheden in Peking iets gemakkelijker. De leden van de missie kregen aanzienlijk meer bewegingsvrijheid. Er ging een beperkt aantal geestelijken met een eigen intellectuele nieuwsgierigheid deel uitmaken van de missie. De bekendste daarvan waren Nikita Bichoerin, Pjotr Kafarov en Vasili Vasiljev. Dat zouden de eerste Russische sinologen worden die ook internationaal faam kregen.